# Deep focus cinematography
Der Begriff der Deep focus cinematography bezeichnet die Anwendung möglichst großer Schärfentiefe im Film mit Hilfe von kameratechnischen Mitteln, wie etwa der Verwendung von Weitwinkelobjektiven und einer möglichst kleinen Apertur. Die Deep focus cinematography steht in einem engen Zusammenhang mit der Deep Space Mise-en-scène, muss mit ihr jedoch nicht gleichbedeutend sein. Paradigmatisches Beispiel ist der Film Citizen Kane (Orson Welles, USA 1941).
Die Anwendung von Schärfentiefe als kinematografisches Verfahren ist jedoch nicht erst eine Erfindung der 1940er Jahre. Die Deep-focus cinematography, wie auch ihr enger Verwandter, die Deep-space-mise-en-scène, waren  bereits in der Anfangszeit des Kinos als Stilmittel bekannt. Während der 1920er und 1930er Jahre setzte sich jedoch zumindest im klassischen Hollywood ein Stil durch, der auf Tiefe oftmals verzichtete. In diesem 'weichen Stil' (soft style) wurden scharfe Kontraste als unkünstlerisch abgelehnt, eine leichte Unschärfe über alle Bildebenen war vielmehr das Ziel. Betrachtet man die technologischen Innovationen in dieser Zeit, so wird offensichtlich, wie sehr stilistische Präferenzen der Filmemacher und technologische Innovationen sich wechselseitig beeinflussen.

## Licht
Bis weit in die 1920er Jahre gehörten Kohlebogenlampen und orthochromatischer Film zum Standard der Filmemacher. Glühlampen, wie die von General Electrics hergestellte Mazda-Lampe, konnten sich lange Zeit nicht durchsetzen, da ihre Lichttemperatur im roten Bereich lag, der den orthochromatischen Film nicht belichten konnte. Anfang 1928 schließlich wurden vereinzelte Innovationen in einem größeren Forschungs- und Entwicklungsprogramm zusammengefasst. Die ein Jahr zuvor gegründete Academy organisierte mit der ASC und betroffenen Firmen wie General Electrics, Mole-Richardson oder Eastman ein Testprogramm, in dem Vorteile und Handhabung von Mazda-Lampen und panchromatischem Film eruiert wurden. Glühlampen hatten den großen Vorteil, dass sie aufgrund ihres geringeren Stromverbrauches wesentlich billiger waren, dazu auch einfacher zu handhaben und zu transportieren. Zudem hatten die Kohle-Bogenlampen den Nebeneffekt, dass sie ein dauerndes, hohes Pfeifen von sich gaben, was während der Einführung des Tonfilms ein deutlicher Nachteil war. Die Glühlampen erlangten so innerhalb kurzer Zeit weite Verbreitung in den Studios.
Eine weitreichende Konsequenz der Mazda-Lampen war es jedoch, dass diese eine gewisse Unschärfe und Kontrastschwäche mit sich brachten. Dies passte zwar zu dem damals beliebten Soft-Style, führte jedoch immer wieder zu Versuchen einzelner Filmemacher, zu Kohle-Bogenlampen zurückzukehren. Mit der Entwicklung des Technicolor-Dreifarbsystems, das nur schwer mit Glühlampen arbeitete, wurden die Kohle-Bogenlampen weiterentwickelt und konnten Ende der 1930er Jahre wieder ein gewisses Marktsegment für sich beanspruchen.

## Filmmaterial
Bereits im Laufe der 1920er Jahre setzte sich der panchromatische Film nach und nach durch. Da er auch auf rotes Licht reagierte, konnten Hauttöne wesentlich besser dargestellt werden. Die ersten panchromatischen Filmmaterialien waren noch sehr lichtunempfindlich ('langsam'): Die Apertur musste weit geöffnet werden, das Licht verstärkt werden. Folge waren eine kontrastarme, helle Beleuchtung sowie eine geringe Schärfentiefe, die dem Bild einen weichen Ausdruck gab. Im Laufe der 1930er Jahre wurden die Filmmaterialien weiterentwickelt. Doch verwendeten die meisten Kameraleute eine weit geöffnete Blende und helle Beleuchtung, da nur diese den damals gewünschten 'soft style' ergaben. Nur wenige Filmemacher zogen es vor, auch höhere Kontraste, scharfe Umrisse und eine gewisse Schärfentiefe zu verwenden.

## Die Einführung des Tons
Sind die beiden Entwicklungen von Beleuchtung und Filmmaterial zunächst als unabhängig zu betrachten, so lässt sich jedoch nicht leugnen, dass sie genau in die Zeit fielen, in denen Hollywood auf den Ton umstellte. So ergeben sich aus der Einführung des Tons weitere Faktoren, die Beleuchtung und Filmmaterial beeinflussten: Die Synchronisation des Tons mit dem Bild machte eine Erhöhung der Filmgeschwindigkeit auf 24 fps notwendig. Daraus resultierte eine geringere maximale Belichtungszeit, die wiederum eine stärkere Ausleuchtung des Sets notwendig machte. Weiterhin mussten die lauten Bogenlampen schallisoliert werden oder durch die leiseren Mazda-Lampen ersetzt werden. Auch Kameras mussten entsprechend schallisoliert werden. Diese Kameragehäuse führten jedoch mit sich, dass die Kamera durch eine Glasplatte filmte, was die Schärfe des Bildes und die Lichtstärke noch einmal verringerte. Durch die geringere Belichtungszeit wurden Kameraleute noch weiter dazu verleitet, die Blende weit zu öffnen und somit die Schärfentiefe zu verringern.

## Schärfentiefe oder Soft-Style?
Die hier erwähnten technischen Mittel zielten zwar in erster Linie auf einen Markt ab, der eine geringe Schärfentiefe erreichen wollte. Dennoch gab es mehrere Filmemacher, die bereits mit höherer Schärfentiefe experimentierten. Als Höhepunkt dieser alternativen Entwicklung kann man die Arbeit von Kameramann Gregg Toland und Regisseur Orson Welles an Citizen Kane (1941) bezeichnen. Die Kombination verschiedener technischer Entwicklungen der 1930er Jahre – Weitwinkelobjektive, lichtempfindliche, panchromatische Filme, weiterentwickelte Bogenlampen, speziell beschichtete Linsensysteme, um Licht besser einzufangen und die neue, geräuscharme Mitchell-Kamera – ermöglichte einen freieren Umgang mit der Schärfentiefe.
Die Entwicklung zeigt also eine wechselseitige Beeinflussung von Produktion und technischer Innovation. Technische Entwicklungen ermöglichten nur bestimmte Arbeitsweisen und bevorzugten daher einzelne Stilmittel. Andererseits stellte die Produktion konkrete Anforderungen an die Entwickler, verlangte nach bestimmten Innovationen und steuerte so die Richtung der Forschung. Es wurde jedoch auch alternativen Entwicklungen innerhalb dieses Beziehungssystems Raum gegeben.

## Deep Space Cinematography und Realismus
André Bazin feiert die Technik der Deep Space Cinematography, allen voran den Film Citizen Kane, als Paradebeispiel seiner Definition des Realismus. Für ihn sind die Regeln der Montage nur Bevormundung des Zuschauers, während sie/er sich bei ausgeprägter Schärfentiefe selbst das Ziel seiner Aufmerksamkeit wählen kann. David Bordwell widerspricht diesem Ansatz vehement und zeigt, dass auch die quasi realistische Darstellung der Schärfentiefe bereits deutliche künstlerische Verfremdungseffekte beinhaltet.
Eine spezielle Aufnahmetechnik, die so genannte „forced perspective“ („erzwungene Perspektive“), gelingt nur mit der Deep focus cinematography, ist aber gerade kein Beispiel für Realismus. Das für den Walt-Disney-Fantasyfilm Das Geheimnis der verwunschenen Höhle (Darby O’Gill and the Little People, 1959) entwickelte Verfahren macht sich den Umstand zunutze, dass das menschliche Auge aufgrund der Zweidimensionalität des Filmbildes nicht erkennen kann, wie weit Dinge oder Personen wirklich voneinander entfernt sind, solange sich die Kamera oder die gefilmten Objekte nicht aufeinander zubewegen. Um nun den Eindruck zu erzeugen, dass ein normal großer Mensch mit einer Figur im Heinzelmännchen-Format interagiert, wurde dafür die größere Figur mit einem Teil der Ausstattung im Vordergrund der Szenerie drapiert, die kleiner erscheinen sollende hingegen in vierfacher Entfernung mit einer bildgenau „passenden“, vierfach vergrößerten Ausstattung im Hintergrund. Markierungspunkte halfen den Schauspielern dabei, trotz der Entfernung unter Einhaltung der korrekten Blicklinie zusammenzuspielen. Für diese Szenen konstruierte Ub Iwerks zusammen mit dem Ingenieur Bob Otto eine Kamera mit Knotenpunkt-Perspektive (engl. „nodal-point perspective camera“). Diese Spezialkamera erzeugte aus den zwei unterschiedlichen Sets eine nahtlos kombinierte Gesamtaufnahme. Die komplizierten Aufnahmen erfordern ein sehr großes Filmset, das entsprechend viel Licht benötigt, damit ein tiefenscharfes Filmbild gelingt.